# 廣東公立法政大學
廣東公立法政大學，簡稱廣東法大，是民國時期的一所專科性大學，被譽為中國近代法政教育的濫觴。該校是國立廣東大學的四大組成學校之一，也是當今廣東中山大學、高雄國立中山大學的前身學校。

## 沿革
- 1906年，广东法政学堂创建
- 1912年，更名为广东公立法政专门学校
- 1923年，升格为广东公立法政大学，並與「國立廣東高等師範學校」、「廣東公立農業專門學校」合併升格「國立廣東大學」

## 知名人物

### 任教学者
- 朱执信
- 陳公博
- 古應芬

### 毕业校友
- 陈炯明
- 邹鲁

## 外部連結
- 民国时期的五所中山大学[永久]